# The Five
The Five, també coneguda com a Harlan Coben's The Five, és una minisèrie britànica de thriller i misteri creada per Harlan Coben i escrita principalment per Danny Brocklehurst. Tom Cullen, O. T. Fagbenle, Lee Ingleby i Sarah Solemani interpreten els amics de la infància Mark, Danny, Slade i Pru, que es retroben quan es revela que les proves d'ADN deixades a l'escena d'un crim són del germà petit d'en Mark, en Jesse, desaparegut vint anys abans. La sèrie es va emetre per primera vegada el 15 d'abril de 2016 a Sky1 i consta de deu episodis. Ambientada a la ciutat fictícia de Westbridge, la sèrie es va rodar a Liverpool, Wirral, Runcorn i els voltants, inclòs Frodsham. El 28 de març de 2022 es va estrenar el doblatge en català a TV3.

## Sinopsi
L'any 1995, quatre joves amics de l'escola, en Mark, en Danny, l'Slade i la Pru queden traumatitzats després que el germà d'en Mark, en Jesse, de cinc anys, desaparegui després de jugar al parc amb ells. No s'ha trobat mai cap rastre d'en Jesse. L'assassí en sèrie Jakob Marosi, que havia estat acusat d'altres cinc assassinats, va afirmar haver-lo matat. Els pares d'en Jesse, la Julie i l'Alan, havien abandonat tota esperança de trobar el nen amb vida.
Vint anys després, Danny Kenwood és un sergent-detectiu que treballa per a la policia de Westbridge. Quan es persona a l'escena d'un assassinat, troba la prostituta Annie Green, que ha estat brutalment atacada amb un martell. Una anàlisi forense de les proves d'ADN de l'escena del crim proporciona una coincidència amb la genètica d'en Jesse. A partir d'aquest fet, es comença a formar una intricada xarxa de proves i tribulacions mentre els quatre amics de la infància es retroben amb l'esperança de trobar en Jesse amb vida.

## Repartiment

### Principal
- Tom Cullen com a Mark Wells, un advocat d'uns 30 anys que ajuda a la recerca de persones desaparegudes en el seu temps lliure.
  - Aedan Duckworth com a en Mark de jove
  - Haris Giannakopoulos com a en Mark de més jove
- O. T. Fagbenle com a Danny Kenwood, un detectiu que treballa per a la policia de Westbridge
  - Freedom Doran com a en Danny de jove
- Lee Ingleby com a l'Slade, un amic de la infantesa d'en Mark, en Danny i la Pru, que dirigeix un refugi per a joves vulnerables.
  - Billy Kennedy com l'Slade de jove
- Sarah Solemani com la Pru Carew, una metgessa que ha tornat a casa després de viure catorze anys als Estats Units
  - Megan Bradley com la Pru de jove

### Secundari
- Alfie i Harry Bloor com en Jesse Wells, el germà d'en Mark, que ha estat desaparegut durant vint anys.
- Don Warrington com a Ray Kenwood, un agent de policia retirat i pare d'en Danny, que pateix una greu Malaltia d'Alzheimer.
  - Wil Johnson com a en Ray de jove
- Lorraine Burroughs com a Jennifer Kenwood, la dona d'en Danny
- Hannah Arterton com a Ally Caine, la parella d'en Danny
- Tom Brittney com a Ken Howells, el principal científic forense de l'equip d'en Danny i el millor amic d'en Karl
- Vicky Myers com a Selena Callaway, una consultora informàtica que es troba morta
- Honeysuckle Weeks com a Laura Marshall, una dona casada que té una aventura amb en Mark
- Tom Price com a Kenton Marshall, el marit dela Laura i professor de geografia
- Sophia La Porta com a Britnay Shearer, una voluntària al refugi de l'Slade
- Martin McCreadie com a Karl Hatchett, un analista forense de l'equip d'en Danny que se sent atret per l'Ally
  - Arthur Byrne com a en Karl de jove
- Geraldine James com a la Julie Wells, la mare d'en Mark
  - Shauna Macdonald com a la Julie de jove
- Syrus Lowe com a Larry/Larita, la secretària paralegal transformista d'en Mark
- Michael Maloney com a Alan Wells, el pare d'en Mark
  - Canice Bannon com a l'Alan de jove
- Jonathan Kerrigan com a Stuart Carew, el marit controlador de la Pru
- Rade Serbedzija com a Jakob Marosi, un assassí en sèrie condemnat per cinc assassinats de menors
  - Dragan Micanovic com a Marosi de jove
- Barnaby Kay com a Liam Townsend, el superior d'en Danny
- Naomi Ackie com a Gemma Morgan, una jove que fa cinc anys que ha desaparegut
- Sam Swann com a Matt Lohan/Mr X, un enigma
- Lee Boardman com a Jay Newman, un productor discogràfic local amb un passat tèrbol
- Dylan Jupp com a Simon Marshall, fill de la Laura i en Kenton
- Alexa Davies com a Alexa Mills, una noia misteriosa
- Niall Greig Fulton com a Richard Payne, un empleat d'en Porter amb connexió amb l'Alexa
- Charles De'Ath com a Dominic Porter, el cap d'una empresa de tecnologia de la informació i antic empresari de Callaway
- Stephen Boxer com a Ron Hatchett, el pare moribund d'en Karl
- Paul Warriner com a Frank Lipton, un vell amic de la família Wells

## Llista d'episodis
| Núm. | Títol        | Direcció      | Guió               | Data d'emissió original | Data d'emissió a Catalunya (TV3) | Espectadors (TV3) | Quota de pantalla (TV3) |
| ---- | ------------ | ------------- | ------------------ | ----------------------- | -------------------------------- | ----------------- | ----------------------- |
| 1    | «Capítol 1»  | Mark Tonderai | Danny Brocklehurst | 15 d'abril de 2016      | 28 de març de 2022               | 224.000           | 11,6%                   |
| 2    | «Capítol 2»  | Mark Tonderai | Danny Brocklehurst | 15 d'abril de 2016      | 28 de març de 2022               | 148.000           | 10,9%                   |
| 3    | «Capítol 3»  | Mark Tonderai | Dan Sefton         | 22 d'abril de 2016      | 4 d'abril de 2022                | Sense determinar  | Sense anunciar          |
| 4    | «Capítol 4»  | Mark Tonderai | Mick Ford          | 22 d'abril de 2016      | 4 d'abril de 2022                | Sense determinar  | Sense anunciar          |
| 5    | «Capítol 5»  | Mark Tonderai | Danny Brocklehurst | 29 d'abril de 2016      | 11 d'abril de 2022               | Sense determinar  | Sense anunciar          |
| 6    | «Capítol 6»  | Mark Tonderai | John Jackson       | 29 d'abril de 2016      | 11 d'abril de 2022               | Sense determinar  | Sense anunciar          |
| 7    | «Capítol 7»  | Mark Tonderai | Mick Ford          | 6 de maig de 2016       | 18 d'abril de 2022               | Sense determinar  | Sense anunciar          |
| 8    | «Capítol 8»  | Mark Tonderai | Mick Ford          | 6 de maig de 2016       | 18 d'abril de 2022               | Sense determinar  | Sense anunciar          |
| 9    | «Capítol 9»  | Mark Tonderai | Danny Brocklehurst | 13 de maig de 2016      | 2022                             | Sense determinar  | Sense anunciar          |
| 10   | «Capítol 10» | Mark Tonderai | Danny Brocklehurst | 13 de maig de 2016      | 2022                             | Sense determinar  | Sense anunciar          |